# Finał Grand Prix w łyżwiarstwie figurowym 2015/2016
Finał Grand Prix w łyżwiarstwie figurowym 2015/2016 – siódme, a zarazem ostatnie w kolejności zawody łyżwiarstwa figurowego z cyklu Grand Prix 2015/2016 do których zakwalifikowało się 6 najlepszych zawodników/par, które zgromadziły najwięcej punktów w sześciu poprzednich zawodach GP. Zawody odbywały się równolegle z Finałem Junior Grand Prix w łyżwiarstwie figurowym 2015/2016, czyli ósmymi zawodami podsumowującymi cykl Junior Grand Prix 2015/2016. Zawody rozgrywano od 10 do 13 grudnia 2015 roku w hali Centre de Convencions Internacional de Barcelona w Barcelonie.
Wśród solistów triumfował reprezentant Japonii Yuzuru Hanyū, który obronił tytuł wywalczony przed rokiem. Natomiast w rywalizacji solistek najlepsza okazała się reprezentantka Rosji Jewgienija Miedwiediewa. Wśród par sportowych zwyciężyli Rosjanie Ksienija Stołbowa i Fiodor Klimow. W rywalizacji par tanecznych triumfowała para kanadyjska Kaitlyn Weaver i Andrew Poje.
W kategorii juniorów wśród solistów zwycięstwo odniósł Amerykanin Nathan Chen, zaś w konkurencji solistek jego Rosjanka Polina Curska. W parach sportowych w kategorii juniorów triumfowali Rosjanie Jekatierina Borisowa i Dmitrij Sopot. Z kolei w juniorskich parach tanecznych złoty medal zdobyli Amerykanie Lorraine McNamara i Quinn Carpenter.

## Wyniki

### Kategoria seniorów

#### Soliści (S)

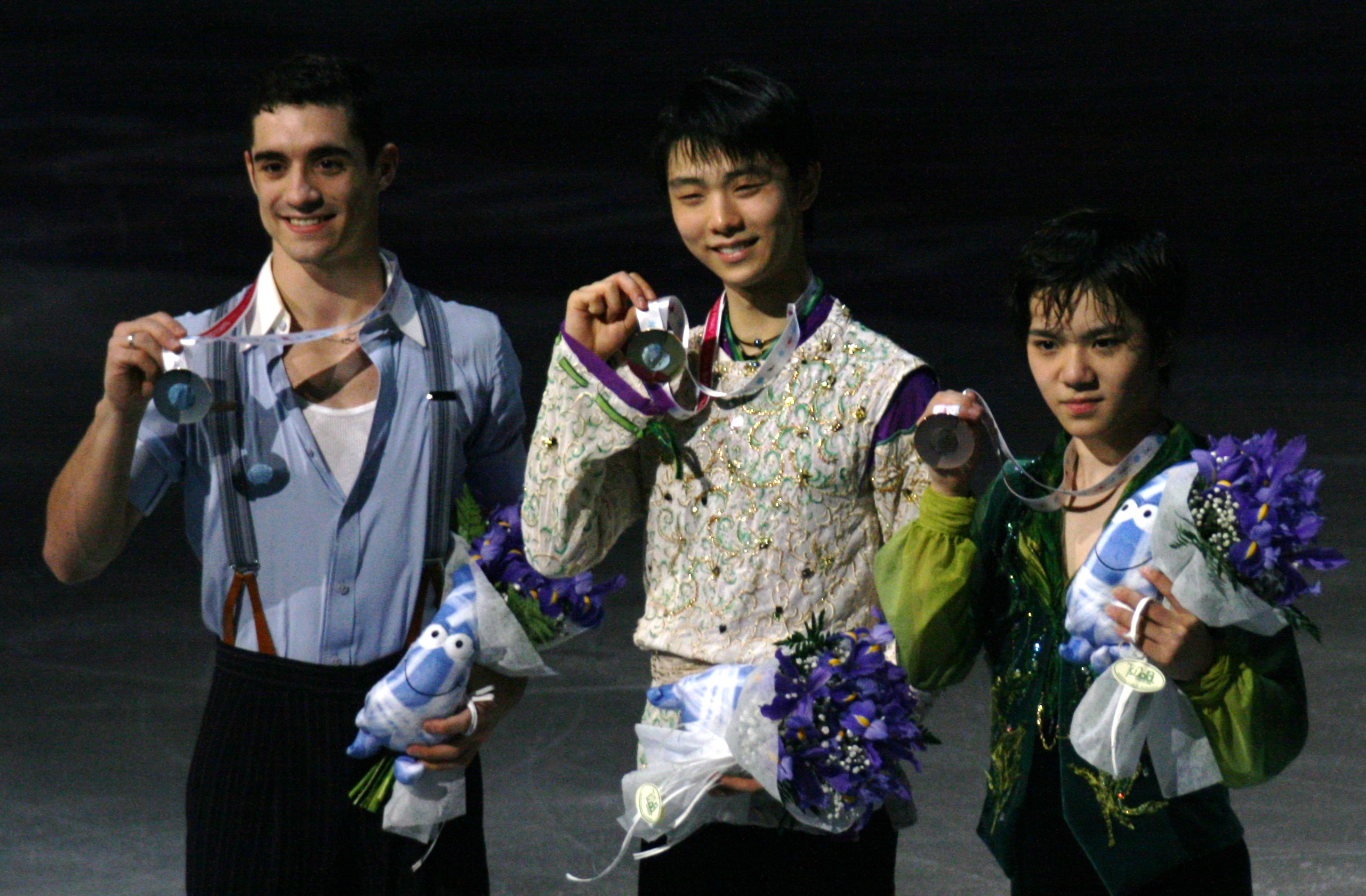
Medaliści w konkurencji solistów, od lewej Fernández (ESP), Hanyū (JPN), Uno (JPN)

| Poz. | Zawodnik         | Nota łączna | SP | SP     | FS | FS     |
| ---- | ---------------- | ----------- | -- | ------ | -- | ------ |
| 1    | Yuzuru Hanyū     | 330,43      | 1  | 110,95 | 1  | 219,48 |
| 2    | Javier Fernández | 292,95      | 2  | 91,52  | 2  | 201,43 |
| 3    | Shōma Uno        | 276,79      | 4  | 86,47  | 4  | 190,32 |
| 4    | Patrick Chan     | 263,45      | 6  | 70,61  | 3  | 192,84 |
| 5    | Jin Boyang       | 263,45      | 3  | 86,95  | 5  | 176,50 |
| 6    | Daisuke Murakami | 235,49      | 5  | 83,47  | 6  | 152,02 |

#### Solistki (S)

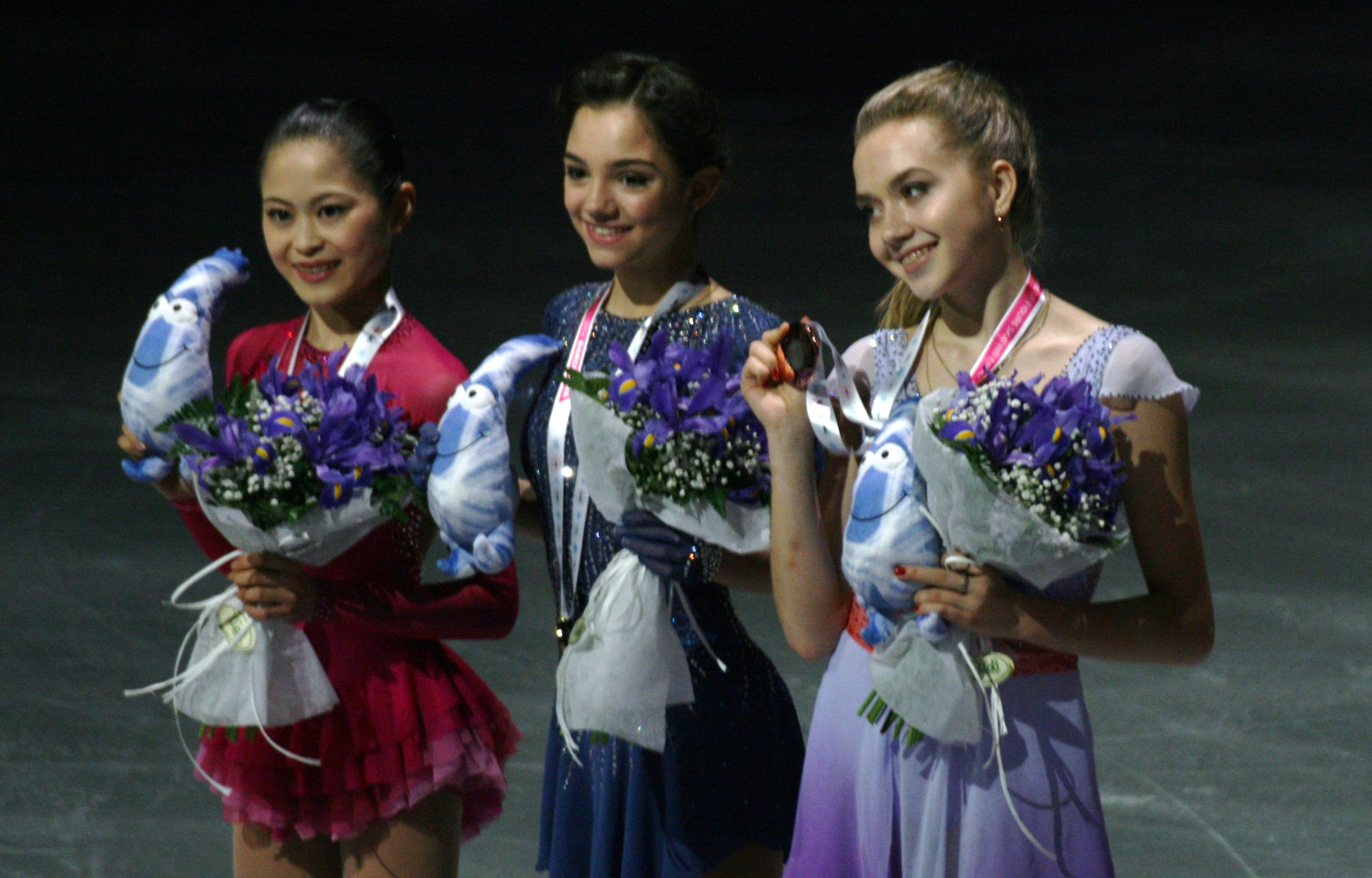
Medalistki w konkurencji solistek, od lewej Miyahara (JPN), Miedwiediewa (RUS), Radionowa (RUS)

| Poz. | Zawodniczka             | Nota łączna | SP | SP    | FS | FS     |
| ---- | ----------------------- | ----------- | -- | ----- | -- | ------ |
| 1    | Jewgienija Miedwiediewa | 222,54      | 1  | 74,58 | 1  | 147,96 |
| 2    | Satoko Miyahara         | 208,85      | 4  | 68,76 | 2  | 140,09 |
| 3    | Jelena Radionowa        | 201,13      | 2  | 69,43 | 4  | 131,70 |
| 4    | Ashley Wagner           | 199,81      | 6  | 60,04 | 3  | 139,77 |
| 5    | Gracie Gold             | 194,79      | 5  | 66,52 | 5  | 128,27 |
| 6    | Mao Asada               | 194,32      | 3  | 69,13 | 6  | 125,19 |

#### Pary sportowe (S)

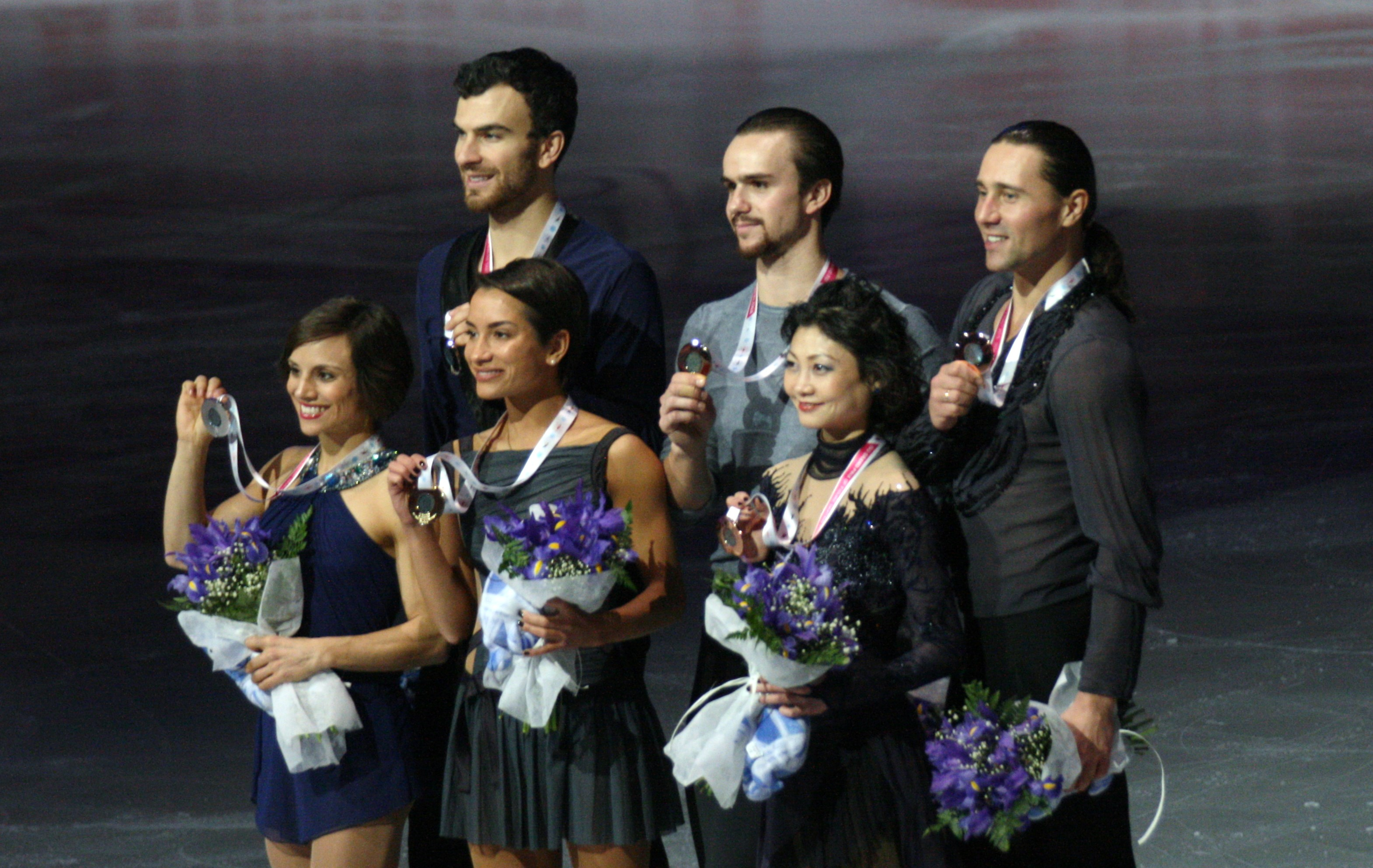
Medaliści w parach sportowych, od lewej Duhamel / Radford (CAN), Stołbowa / Klimow (RUS), Kawaguchi / Smirnow (RUS)

| Poz. | Zawodnicy                          | Nota łączna | SP | SP    | FS | FS     |
| ---- | ---------------------------------- | ----------- | -- | ----- | -- | ------ |
| 1    | Ksienija Stołbowa / Fiodor Klimow  | 229,44      | 1  | 74,84 | 1  | 154,60 |
| 2    | Meagan Duhamel / Eric Radford      | 216,67      | 3  | 72,74 | 2  | 143,93 |
| 3    | Yūko Kawaguchi / Aleksandr Smirnow | 206,59      | 2  | 73,64 | 3  | 132,95 |
| 4    | Julianne Séguin / Charlie Bilodeau | 200,98      | 4  | 71,16 | 4  | 129,82 |
| 5    | Yu Xiaoyu / Jin Yang               | 186,67      | 5  | 68,63 | 5  | 118,24 |
| 6    | Peng Cheng / Zhang Hao             | 183,04      | 7  | 65,60 | 6  | 117,44 |
| 7    | Alexa Scimeca / Chris Knierim      | 177,42      | 6  | 68,14 | 7  | 109,28 |

#### Pary taneczne (S)

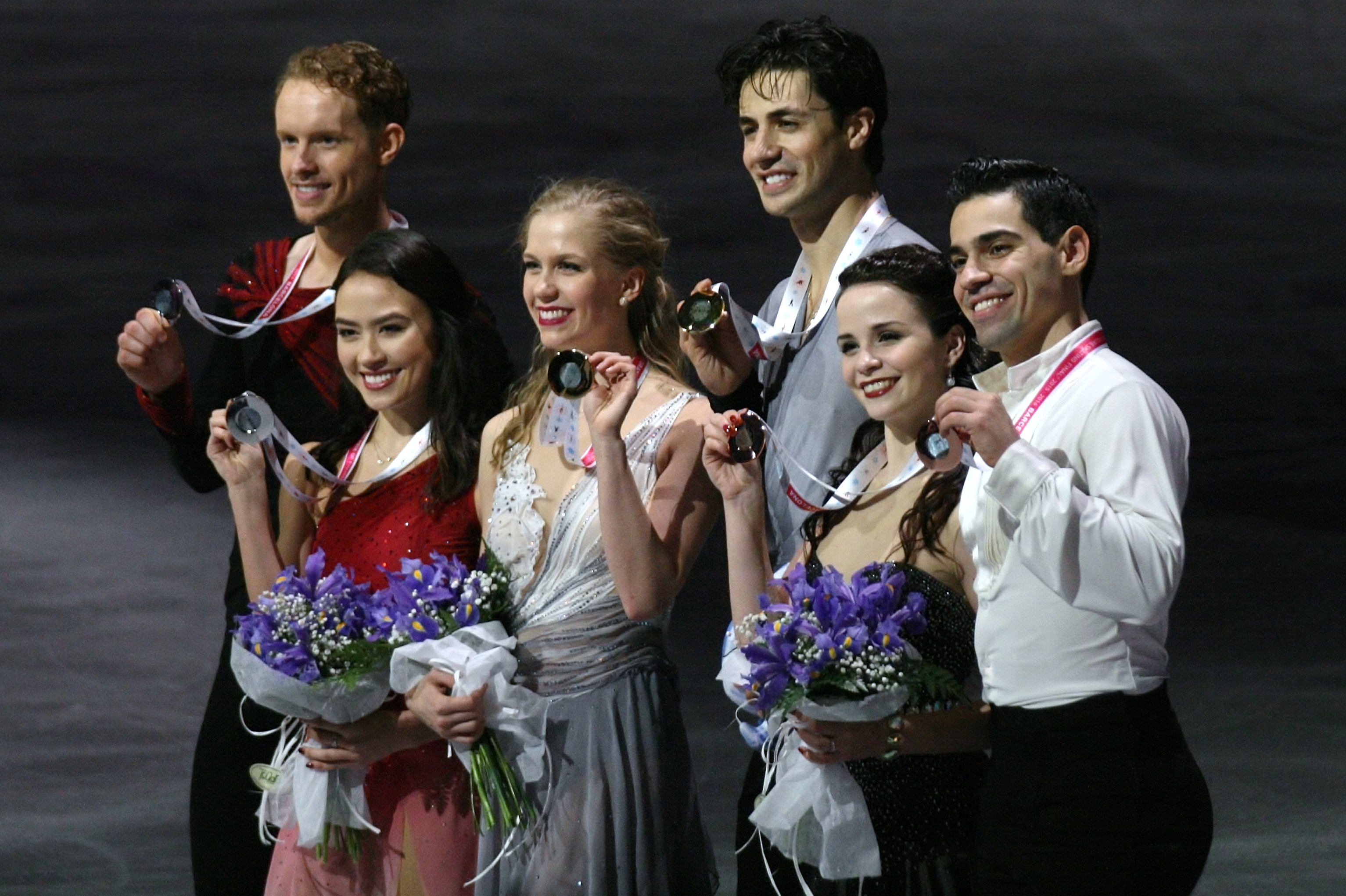
Medaliści w parach tanecznych, od lewej Chock / Bates (USA), Weaver / Poje (CAN), Cappellini / Lanotte (ITA)

| Poz. | Zawodnicy                              | Nota łączna | SD | SD    | FD | FD     |
| ---- | -------------------------------------- | ----------- | -- | ----- | -- | ------ |
| 1    | Kaitlyn Weaver / Andrew Poje           | 182,66      | 1  | 72,75 | 1  | 109,91 |
| 2    | Madison Chock / Evan Bates             | 177,55      | 2  | 71,64 | 3  | 105,91 |
| 3    | Anna Cappellini / Luca Lanotte         | 176,37      | 3  | 70,14 | 2  | 106,23 |
| 4    | Maia Shibutani / Alex Shibutani        | 174,92      | 4  | 69,11 | 4  | 105,81 |
| 5    | Jekatierina Bobrowa / Dmitrij Sołowjow | 166,73      | 6  | 65,43 | 5  | 101,30 |
| 6    | Madison Hubbell / Zachary Donohue      | 163,20      | 5  | 66,21 | 6  | 96,99  |

### Kategoria juniorów

#### Soliści (J)

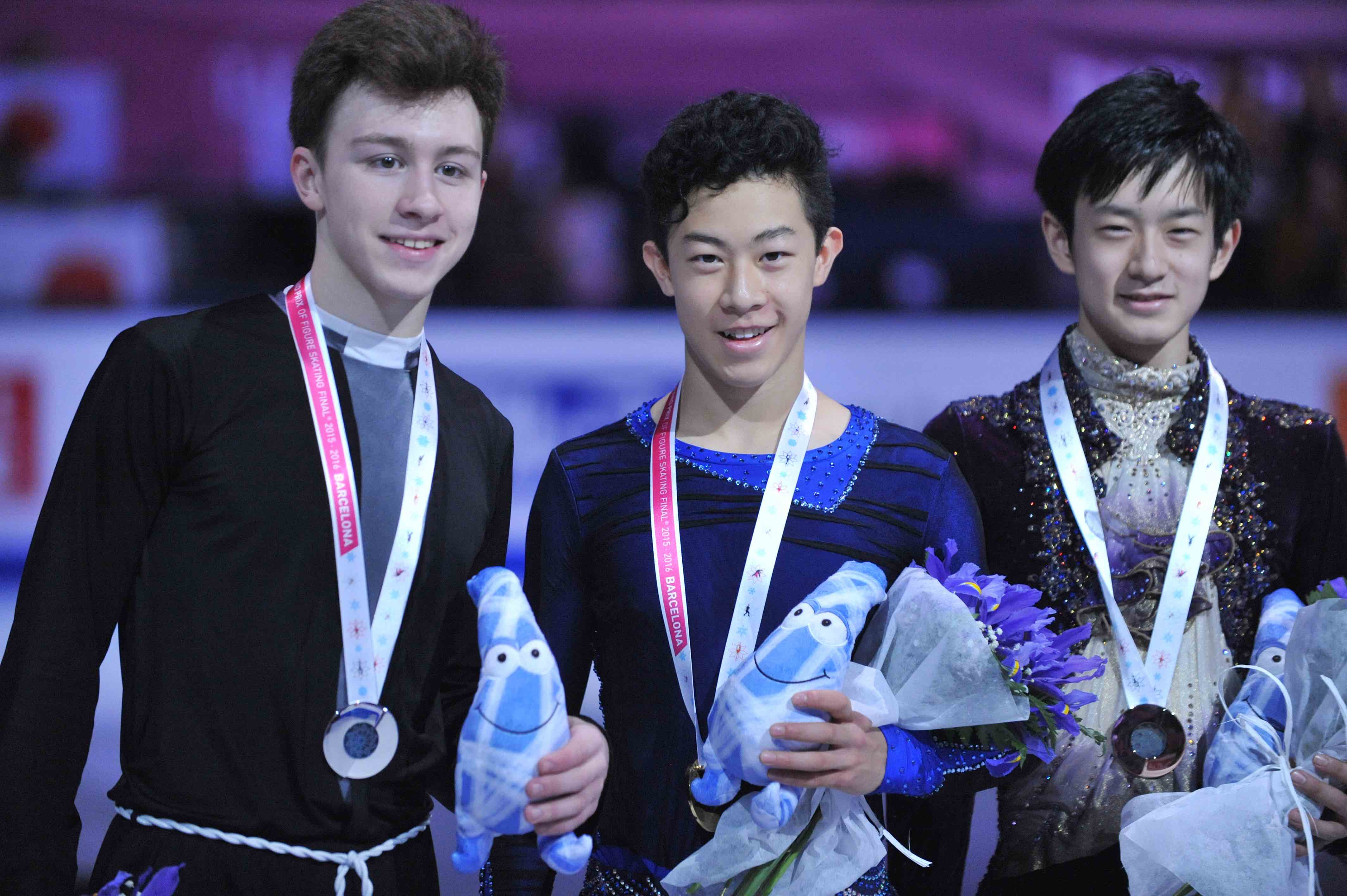
Medaliści w konkurencji solistów juniorów, od lewej Alijew (RUS), Chen (USA), Yamamoto (JPN)

| Poz. | Zawodnik          | Nota łączna | SP | SP    | FS | FS     |
| ---- | ----------------- | ----------- | -- | ----- | -- | ------ |
| 1    | Nathan Chen       | 225,04      | 1  | 78,59 | 1  | 146,45 |
| 2    | Dmitrij Alijew    | 211,22      | 2  | 76,78 | 2  | 134,44 |
| 3    | Sōta Yamamoto     | 205,31      | 3  | 72,85 | 4  | 132,46 |
| 4    | Vincent Zhou      | 204,56      | 4  | 70,48 | 3  | 134,08 |
| 5    | Danijjel Samochin | 184,68      | 5  | 69,48 | 5  | 115,20 |
| 6    | Roman Sadovsky    | 168,40      | 6  | 59,37 | 6  | 109,03 |

#### Solistki (J)

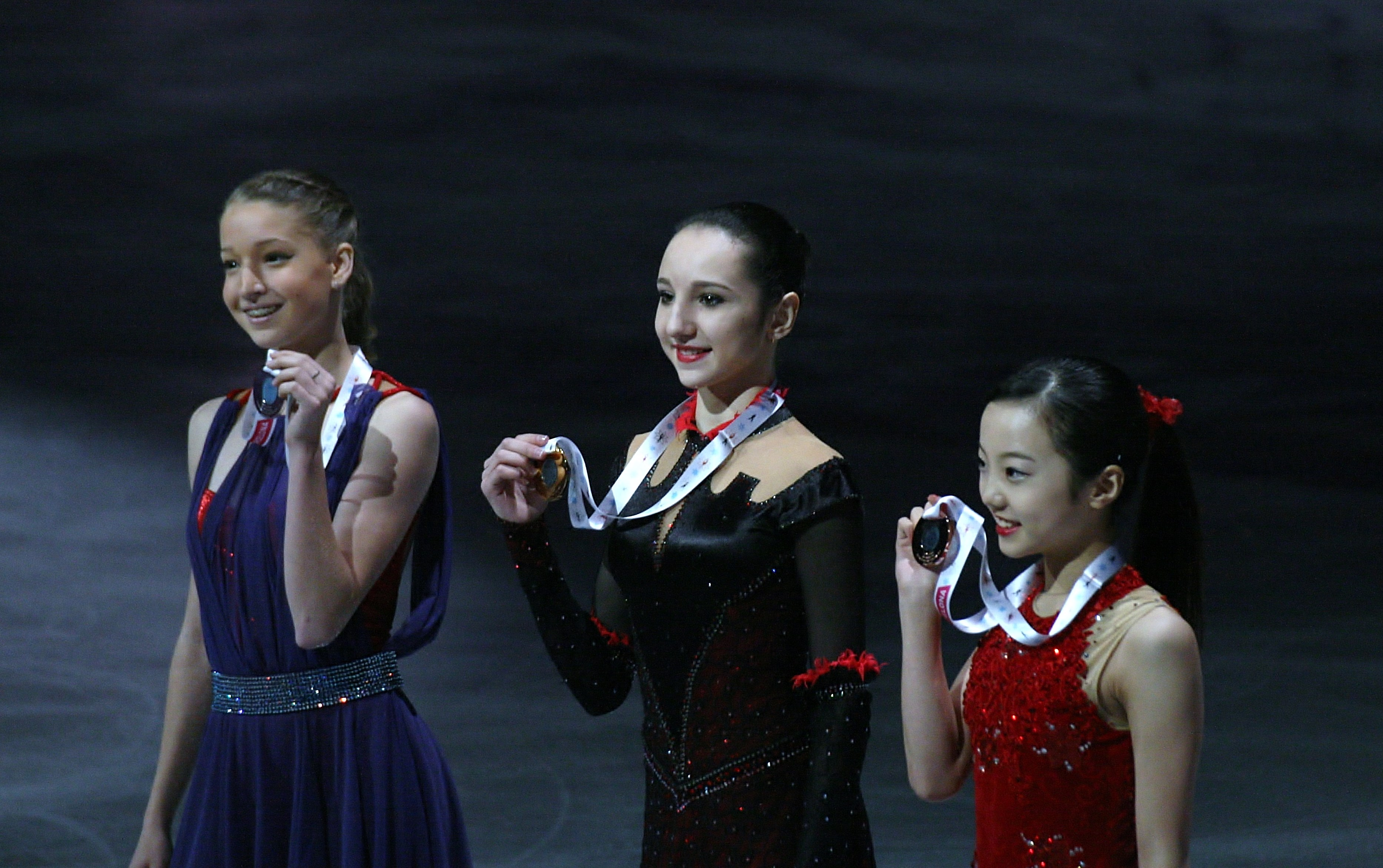
Medalistki w konkurencji solistek juniorek, od lewej Sotskowa (RUS), Curska (RUS), Honda (JPN)

| Poz. | Zawodniczka       | Nota łączna | SP | SP    | FS | FS     |
| ---- | ----------------- | ----------- | -- | ----- | -- | ------ |
| 1    | Polina Curska     | 195,28      | 1  | 66,69 | 1  | 128,59 |
| 2    | Marija Sotskowa   | 184,01      | 4  | 62,64 | 2  | 121,37 |
| 3    | Marin Honda       | 178,64      | 3  | 63,69 | 3  | 114,95 |
| 4    | Alisa Fiediczkina | 178,11      | 2  | 64,17 | 4  | 113,94 |
| 5    | Yuna Shiraiwa     | 173,82      | 5  | 60,68 | 5  | 113,14 |
| 6    | Mai Mihara        | 166,25      | 6  | 56,01 | 6  | 110,24 |

#### Pary sportowe (J)

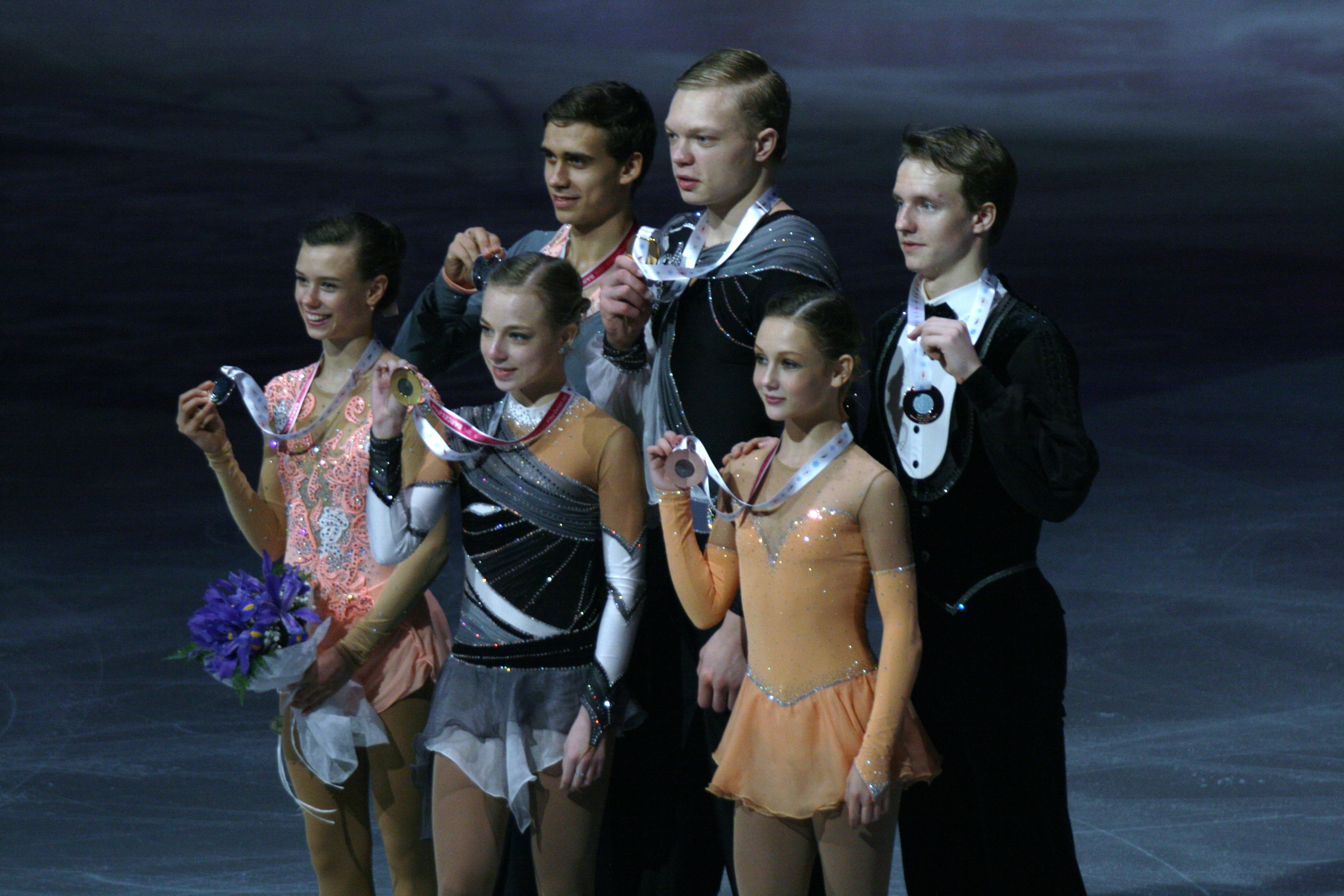
Medaliści w parach sportowych juniorów, od lewej Dušková / Bidař (CZE), Borisowa / Sopot (RUS), Atachanowa / Spiridonow (RUS)

| Poz. | Zawodnicy                                | Nota łączna | SP | SP    | FS | FS     |
| ---- | ---------------------------------------- | ----------- | -- | ----- | -- | ------ |
| 1    | Jekatierina Borisowa / Dmitrij Sopot     | 171,86      | 1  | 60,29 | 1  | 111,57 |
| 2    | Anna Dušková / Martin Bidař              | 162,33      | 3  | 55,78 | 2  | 106,55 |
| 3    | Amina Atachanowa / Ilja Spiridonow       | 162,00      | 2  | 58,58 | 3  | 103,42 |
| 4    | Anastasija Gubanowa / Aleksiej Sincow    | 157,09      | 4  | 54,88 | 4  | 102,21 |
| 5    | Renata Ohanesian / Mark Bardej           | 149,87      | 5  | 52,54 | 5  | 97,33  |
| 6    | Anastasija Połujanowa / Stiepan Korotkow | 145,27      | 6  | 45,89 | 6  | 99,38  |

#### Pary taneczne (J)

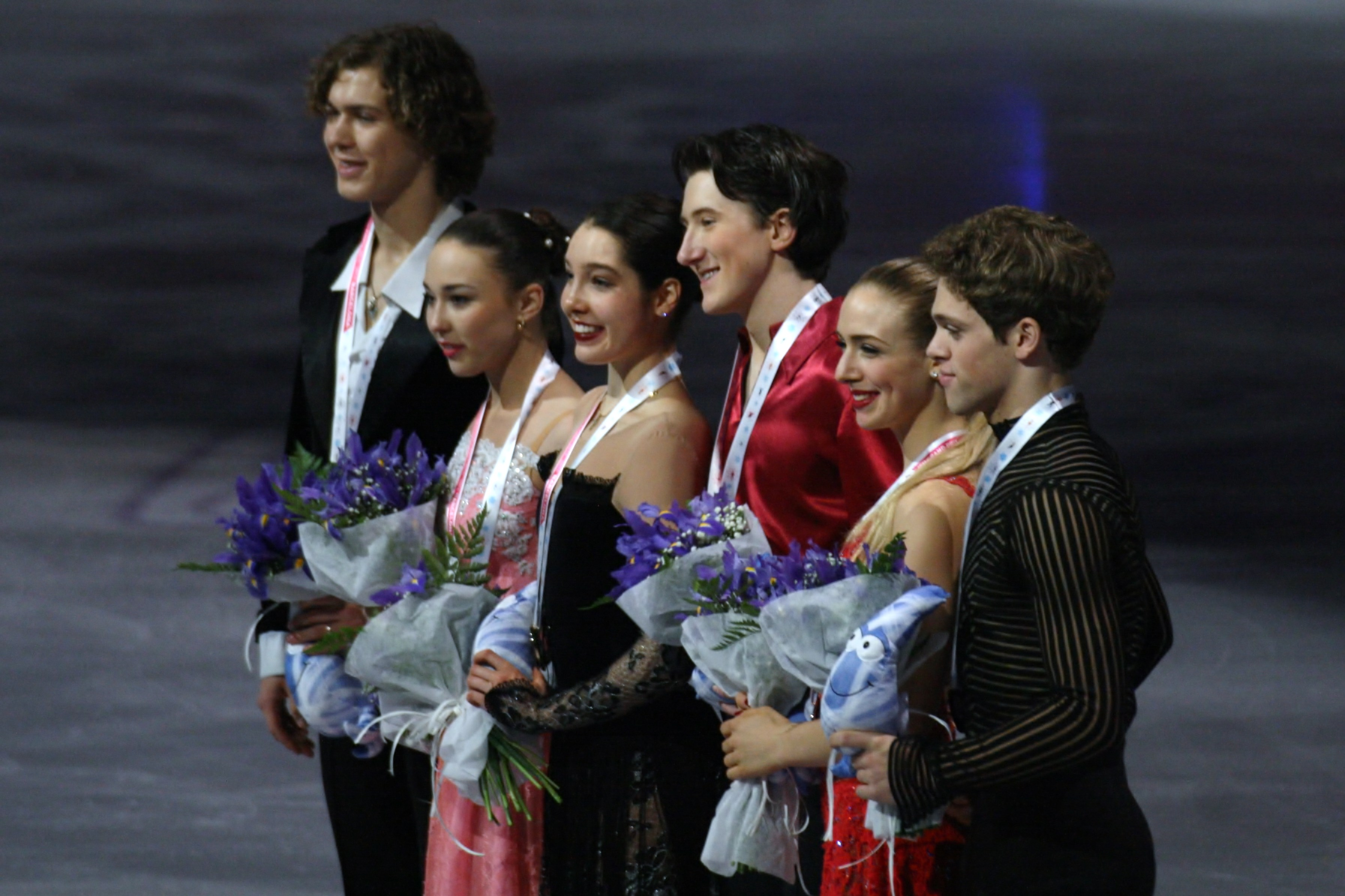
Medaliści w parach tanecznych juniorów, od lewej Łoboda / Drozd (RUS), McNamara / Carpenter (USA), Parsons / Parsons (USA)

| Poz. | Zawodnicy                            | Nota łączna | SD | SD    | FD | FD    |
| ---- | ------------------------------------ | ----------- | -- | ----- | -- | ----- |
| 1    | Lorraine McNamara / Quinn Carpenter  | 158,26      | 1  | 65,90 | 1  | 92,36 |
| 2    | Ałła Łoboda / Pawieł Drozd           | 150,86      | 3  | 64,01 | 2  | 86,85 |
| 3    | Rachel Parsons / Michael Parsons     | 144,41      | 2  | 64,91 | 5  | 79,50 |
| 4    | Bietina Popowa / Jurij Własienko     | 143,96      | 4  | 61,85 | 4  | 82,11 |
| 5    | Marie-Jade Lauriault / Romain Le Gac | 141,44      | 5  | 57,97 | 3  | 83,47 |
| 6    | Anastasija Skopcowa / Kiriłł Aloszyn | 134,61      | 6  | 56,51 | 6  | 78,10 |